# کالاباکا
کالاباکا (به لاتین: Kalabaka) یک شهرک در یونان است که در Kalabaka Municipality واقع شده‌است.

## خواهرخوانده
شهر شواباخ خواهرخواندهٔ کالاباکا هست.